# Stopno, Škocjan
Stopno je naselje v Občini Škocjan, ki je najbolj poznano po romarski cerkvici Kraljice presvetega rožnega venca, ki stoji vrh griča. 

## Zgodovina
Prvi zgodovinopisec, ki omenja Stopno, je Valvasor. Že tedaj je bila cerkev v posestvi stiških menihov priljubljena božja pot, kamor so prihajali romarji celo s Hrvaškega. Cerkev ima prezbiterij z gotskimi oporniki, ki so na Dolenjskem redkost. Po udaru strele in po požaru leta 1696 je bila stavba barokizirana. Pred cerkvijo stojita kamnita prižnica in oltar v kapelici.  
Včasih je blizu cerkve stala še ena, posvečena sv. Petru, a so jo v preteklem stoletju zaradi dotrajanosti podrli. Danes na tistem mestu stoji križ.